# Ricania costimacula
Ricania costimacula är en insektsart som först beskrevs av Walker 1857.  Ricania costimacula ingår i släktet Ricania och familjen Ricaniidae. Inga underarter finns listade i Catalogue of Life.